# MGMT
MGMT je ameriška rock skupina, ustanovljena leta 2002.
Stalnima članoma in multiinštrumentalistoma Andrewu VanWyngardenu (glavni vokal) in Benu Goldwasserju se za nastope v živo pridružijo bobnar Will Berman, baskitarist Simon O'Connor ter kitarist in klaviaturist James Richardson.

## Nagrade in priznanja

### NagradeGrammy
- 2010: najboljši novi umetnik • nominacija

### Nagrade NME
- 2009: najboljša nova skupina • nominacija

## Diskografija
- Oracular Spectacular (2007)
- Congratulations (2010)
- MGMT (2013)
- Little Dark Age (2018)
- 11•11•11 (2022)
- Loss of Life (2024)